# Sertularella dubia
Sertularella dubia är en nässeldjursart som beskrevs av Chantal Billard 1907. Sertularella dubia ingår i släktet Sertularella och familjen Sertulariidae. Inga underarter finns listade i Catalogue of Life.